# 丸の内中央ビル
丸の内中央ビル（まるのうちちゅうおうビル）は、国鉄の新幹線総合指令所があった新幹線運行本部ビル跡地に建てられた東海旅客鉄道（JR東海）所有の東京駅に接続する駅ビルで、1階部は東京駅日本橋口の自由通路となっている。計画段階では仮称として「JR東海ビル（東京）」と表記されていた。
3～7階にはJR東海の新幹線鉄道事業本部などが入居し、8～14階は賃貸フロアとしてジェイアール東海情報システム・ジェイアール東海商事・東京ステーション開発・日本車輌製造・日立製作所などが入居する。1階は日本橋口コンコースおよびビルのエントランスで3階まで吹き抜けのロビーになっており、東海キヨスクのベルマートが、2階にはスターバックスコーヒーが店舗を構える。また1階はJR東日本新幹線運行本部ビル（NCTCビル）や東京駅一番街、キッチンストリートと日本橋第1・2通路により連続しており、地下1階では東京キャラクターストリートおよび東京メトロ東西線大手町駅と結ばれている。地下2階以下には東海道新幹線の保守設備とホーム信号用などの受電施設があり、駅との業務用連絡通路も設けられている。
3階層の外部が東海道新幹線の16～18番線の終端となっており、線路先端には油圧ダンパの車止めが設置されている。
日本橋口として建物を抜けると、正面がJRバス乗り場になっている。
建物正面（北側・永代通り側）の外装は4階までが裾広がり斜面のガラススクリーン、4階以上は熱線反射ガラスの窓をアルミのカーテンウォールやパネルで囲っている。建物背面（南側・新幹線ホーム側）の4階から上は新幹線ホーム上に13ｍオーバーハングしている。
| 吹き抜けの1階ロビー |  | 新幹線ホームへ庇状にせり出す |  | ホーム屋根が建物に食い込む |
| 吹き抜けの1階ロビー |  | 新幹線ホームへ庇状にせり出す |  | ホーム屋根が建物に食い込む |